# 技巧
技巧（ぎこう）は、コンピュータ将棋のプログラム。オープンソースとして公開されている。

## 概要
メイン開発者は出村洋介。2016年の世界コンピュータ将棋選手権で準優勝し、2017年の世界選手権では3位に入賞したトップレベルの将棋ソフトである。人間的な評価項目である駒の損得、駒の効率、玉の堅さ、手番を考慮した隙のない形勢判断などを特徴としている。
2015年の第3回将棋電王トーナメントで5位入賞したが、その後の将棋電王戦が5対5の団体戦ではなくなったため、プロ棋士とは対戦していない。
2016年の第4回将棋電王トーナメントでは、決勝トーナメントに進めず16位で終えた。

## 競技会成績
| 大会/年                    | 2012 | 2013 | 2014 | 2015 | 2016 | 2017 | 2023 | 2024 |
| -------------------------- | ---- | ---- | ---- | ---- | ---- | ---- | ---- | ---- |
| 世界コンピュータ将棋選手権 | 18   |      |      |      | 2    | 3    | 31   | 5    |
| 将棋電王トーナメント       |      |      |      | 5    | 16   |      |      |      |